# Kew Bulletin
O Kew Bulletin é uma revista científica trimestral revisada por pares sobre taxonomia de plantas e fungos publicado pela Springer Science+Business Media em nome dos Reais Jardins Botânicos de Kew. Foi criada em 1887. Artigos sobre palinologia, citologia, anatomia, fitogeografia e fitoquímica que se relacionam com a taxonomia também estão incluídos.